# سليد كاتر
سليد كاتر (بالإنجليزية: Slade Cutter)‏ هو ضابط أمريكي، ولد في 1 نوفمبر 1911 في أوسويغو في الولايات المتحدة، وتوفي في 9 يونيو 2005 في أنابولس في الولايات المتحدة.